# Janusz Mierczyński
Janusz Józef Mierczyński (ur. 1956) – polski matematyk.

## Życiorys
Absolwent Uniwersytetu Wrocławskiego. W 1983 obronił pracę doktorską pt.: O pewnej klasie równań różniczkowych i funkcjonalno-różniczkowych. Następnie w 1998 habilitował się pracą pt.: O mocno monotonicznych układach dynamicznych. W 2013 uzyskał tytuł profesora nauk matematycznych. W tym samym roku został profesorem na Wydziale Podstawowych Problemów Techniki Politechniki Wrocławskiej.

## Odznaczenia
- Srebrny Krzyż Zasługi (2003)[4]